# Samper de Trillo
Samper de Trillo (Sant Per de Trillo en aragonés) es una localidad perteneciente a La Fueva, Sobrarbe, provincia de Huesca, Aragón, España. Actualmente tiene 2 habitantes.
Samper de Trillo se encuentra a 640 m s. n. m., en las faldas de la sierra del Entremon, de cara al valle del barranco del Salinar en su bajante norte. Se trata de una aldea tradicional de dos casas de Trillo (fuera de la cuenca natural de La Fueva, en el valle del Cinca). Perteneció a este municipio hasta su incorporación al municipio de Clamosa en el siglo XIX. Desde los años 1960, los núcleos que formaban parte del municipio de Clamosa fueron absorbidos en el nuevo municipio de La Fueva.
La localidad cuenta con una pequeña capilla consagrada a San Pedro, de donde con toda probabilidad deriva el nombre de la población. Como aldea de Trillo, sus habitantes tenían derecho al enterramiento de los muertos en el cementerio de la antigua cabecera municipal, y a los oficios en la iglesia de dicha población.

## Fiestas
- 29 de abril, fiesta mayor: en honor a San Pedro de Verona.[2]